# Phalangopsis carvalhoi
Phalangopsis carvalhoi is een rechtvleugelig insect uit de familie krekels (Gryllidae). De wetenschappelijke naam van deze soort is voor het eerst geldig gepubliceerd in 1953 door Costa Lima & Costa Leite.